# Cripta della Madonna del Gonfalone
La Cripta della Madonna del Gonfalone è una chiesa rupestre ipogea situata nel rione di Sant'Eufemia nel comune di Tricase, in provincia di Lecce.

## Storia
La cripta fu scavata nel banco tufaceo tra IX e XI secolo, costituendo per secoli un rifugio sicuro e un importante luogo di culto. L'insediamento nacque come monastero ("laura"), costruito dai monaci basiliani, per mantenere acceso il culto sacro durante le persecuzioni religiose. Successivamente divenne una grancia (fattoria-convento), dipendente dall'Abbazia di Santa Maria del Mito.

## Descrizione
La struttura si articola intorno ad un vano centrale quadrato, visibile all'esterno da un alzato con campanile a vela. Qui si colloca un piccolo altare barocco con l'affresco della Vergine col Bambino. I vani dell'ipogeo, più volte rimaneggiati nei secoli, sono sostenuti da diciannove colonne ottagonali.
Lungo le pareti rimangono tracce degli affreschi superstiti. Vicino all'ingresso è presente una Crocifissione con la Vergine e San Giovanni. La parete nord conserva il maggior numero di affreschi disposti in due differenti strati ascrivibili al XVI secolo circa. Sullo strato inferiore, oltre a due figure femminili, è rappresentata probabilmente la morte di San Bonaventura, avvenuta nel corso del secondo Concilio di Lione nel 1274. La pulitura degli affresci supestiti ha rilevato la prenza delle immagini di santa Barbara, probabilmente santa Lucia, (non della morte si san Bonamventura ma) della Dormizio Virginis e di santa Maria Maddalena, inoltre il viso di un santo francescano. La successiva rimozione della calcina ad opera della sovrantendenza delle belle arti di lecce ha riportato alla luce i resti di affresci raffiguranti il martirio di Santo Stefano, della figura di San Leonardo e di San Francesco di Paola.